# Ishizu Mitsue
Ishizu Mitsue (jap. 石津 光恵; * 16. April 1914 in der Präfektur Hiroshima; Todesdatum unbekannt) war eine japanische Diskus- und Speerwerferin.
Bei den Olympischen Spielen 1932 in Los Angeles wurde sie Siebte im Diskus- und Achte im Speerwurf.
Ihre persönliche Bestleistung im Diskuswurf von 39,64 m stellte sie am 23. Oktober 1935 in Tokio auf.